# Kameleck

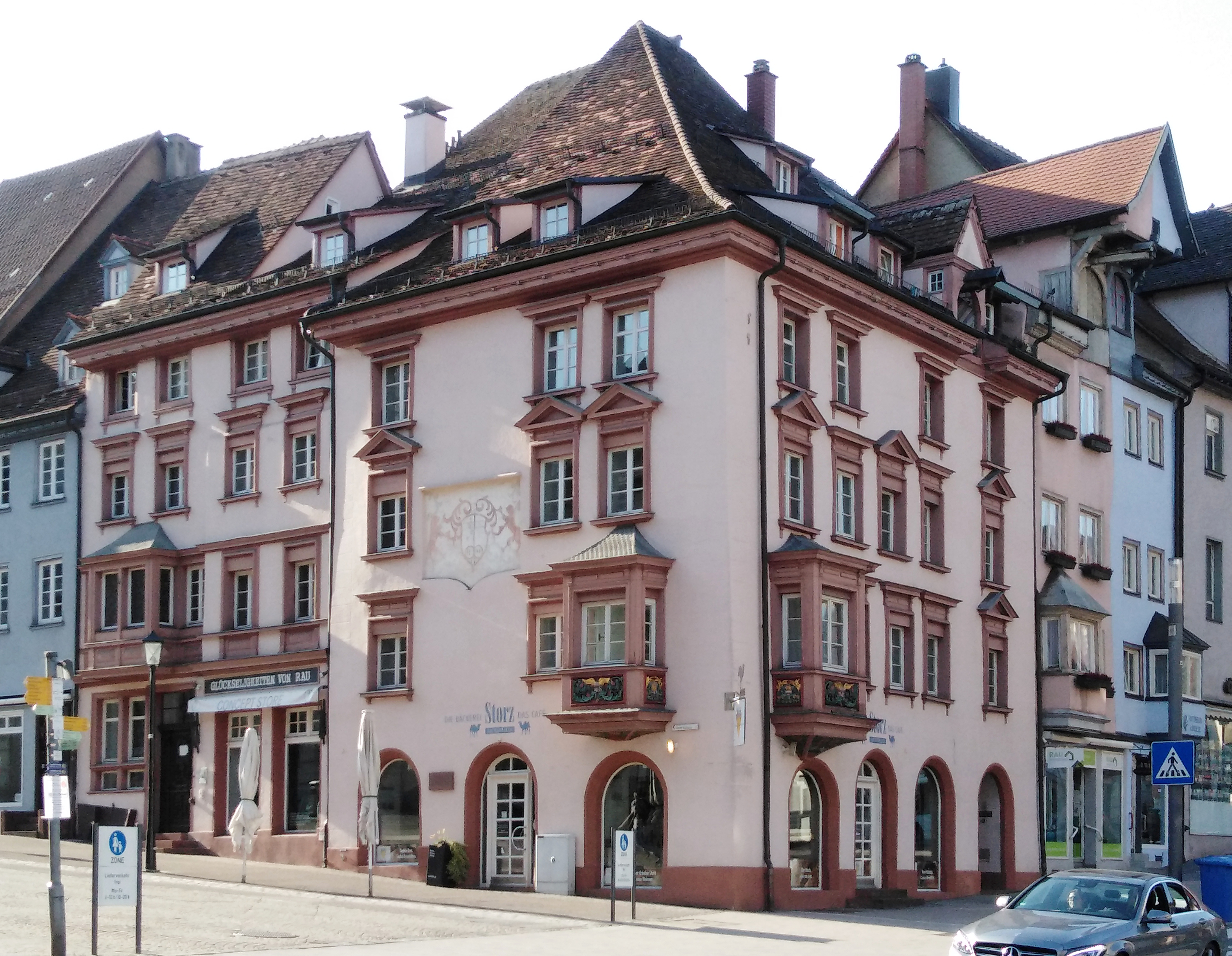
Rottweil, Kameleck erbaut 13./14. Jahrhundert

Das Kameleck ist eines der ältesten Häuser Rottweils, der Kreisstadt des Landkreises Rottweil. In exponierter Lage am Rottweiler Straßenkreuz prägt das im 14. Jh. erbaute Gebäude das Stadtbild in der Hauptstraße (Hauptstraße 41). Seine Südfassade ist zum Friedrichsplatz ausgerichtet. Es gehört zum Heilig-Kreuz-Ort. Seiner Lage entsprechend wurde es seit dem 16. Jahrhundert als Kauf- oder Handelshaus und von 1789 bis 1936 als Wirtshaus genutzt.

## Geschichte des Gebäudes
Das Eckhaus ging angeblich nach 1321 aus dem Besitz des Ritters Burkard von Triberg hervor, der damit an das Rottweiler Spital eine Stiftung zugunsten bedürftiger Kindbetterinnen ausstattete. Der Dachstuhl des Gebäudes wurde 1394/1395 errichtet.
Seit 1580 wird es als Handelshaus genutzt. Hieran erinnert an der Südseite das Handelszeichen des Textilhändlers Johann Georg Gerni (um 1680). Das mannshohe Zeichen zeigt, flankiert von zwei schreitenden Löwen, ein Markenzeichen des Handelsmannes Johann Michael Gerni, der Mitte des 17. Jahrhunderts nach Rottweil zuzog und dort zunächst als „Krämer“ begann. 1789 wurde das Haus Wirtschaft „Zum Kamel“. Es blieb bis 1907 mit einer Brauerei verbunden. Auf die Brautradition weist der Bierbrauerstern im westlichsten der Erker des ersten Stockwerkes. Sie wurden von dem Rottweiler Bildhauer und Larvenschnitzer German Burry (1853–1933) gefertigt. 1903 erfolgte hier der Anstoß zur Wiederbelebung der Narrenzunft. Zuletzt „gewirtet“ im engeren Sinne wurde in diesem Haus 1936, wenn auch eine Bäckerei mit Café heute im Erdgeschoss die Möglichkeit zur Einkehr bietet.
Das Haus besitzt einen tiefen Gewölbekeller.